# Estereotipo (UML)
En UML, se conoce como estereotipo a un elemento de texto que al ser aplicado a otro elemento define su categoría. Es uno de los mecanismos de extensión del lenguaje toda vez que permite cambiar o complementar la semántica de cualquier elemento.
La especificación UML estandariza un conjunto de estereotipos que se pueden aplicar a los elementos de un modelo. En general, cualquier diseñador puede crear conjuntos de estereotipos.

## Notación
Un estereotipo es una cadena de texto encerrada entre los símbolos de comillas francesas (« »), también conocidas por el extranjerismo de guillemets.

## Problemas
El uso indiscriminado de estereotipos no estandarizados, puede llevar a la construcción de modelos cuya semántica no sea clara fuera del contexto en que se elaboraron.